# コンスタンチン・ソモフ
コンスタンチン・アンドレエヴィチ・ソモフ（露: Константин Андреевич Сомов / ラテン字母転写の例：Konstantin Andreyevich Somov, 1869年11月30日 - 1939年5月6日）はロシアの画家で「芸術世界」の同人。3年がかりの最高傑作「青衣の夫人」は、18世紀の肖像画家の手法で描かれている。「コンスタンチン」は「コンスタンティン」、「ソモフ」は「ソーモフ」とも表記される。

## 略歴
サンクトペテルブルクで生まれた。美術史研究者でエルミタージュ美術館の学芸員の家庭に生まれ、18世紀の西欧美術に早くから興味を持っていた。ペテルブルク帝国美術アカデミーにてイリヤ・レーピンに1888年から1897年まで師事。在学中にアレクサンドル・ベノワと親交を結び、その紹介でディアギレフやバクストの知遇を得る。この三者が『芸術世界』を創刊すると、ソモフはこの機関誌に任意で寄稿した。また他の同人の例に漏れず、ソモフも同性愛者であった。
1910年代を通じて、ロココ風の道化師の場面や挿絵を、アレクサンドル・ブロークの詩集に寄せている。ソモフはワットーやフラゴナールに霊感を受け、水彩やグワッシュで描くことを好んだ。
作品の多くは海外で、とりわけドイツで展示され、ソモフに関する最初のモノグラフは1909年にドイツで出版された。
十月革命の後にアメリカ合衆国に移住するが、この国の環境が「自分の芸術にはまるで相容れない」と悟ってパリに移った。1925年に同地でセルゲイ・ラフマニノフの最も有名な肖像画の一つを完成させている。
パリに客死し、サン・ジュヌヴィエーヴ・デ・ボワ墓地に埋葬された。
2007年6月14日にソモフの風景画『虹』（1927年）がクリスティーズのオークションに出品され、330万ポンドの価格をつけた。これはクリスティーズで競り出されたロシア美術としては、最高記録を更新した（ただし、後にナタリア・ゴンチャロワの「リンゴ狩り」が494万8000ポンドで落札されることにより、記録を塗り替えられた）。

## 主要作品一覧

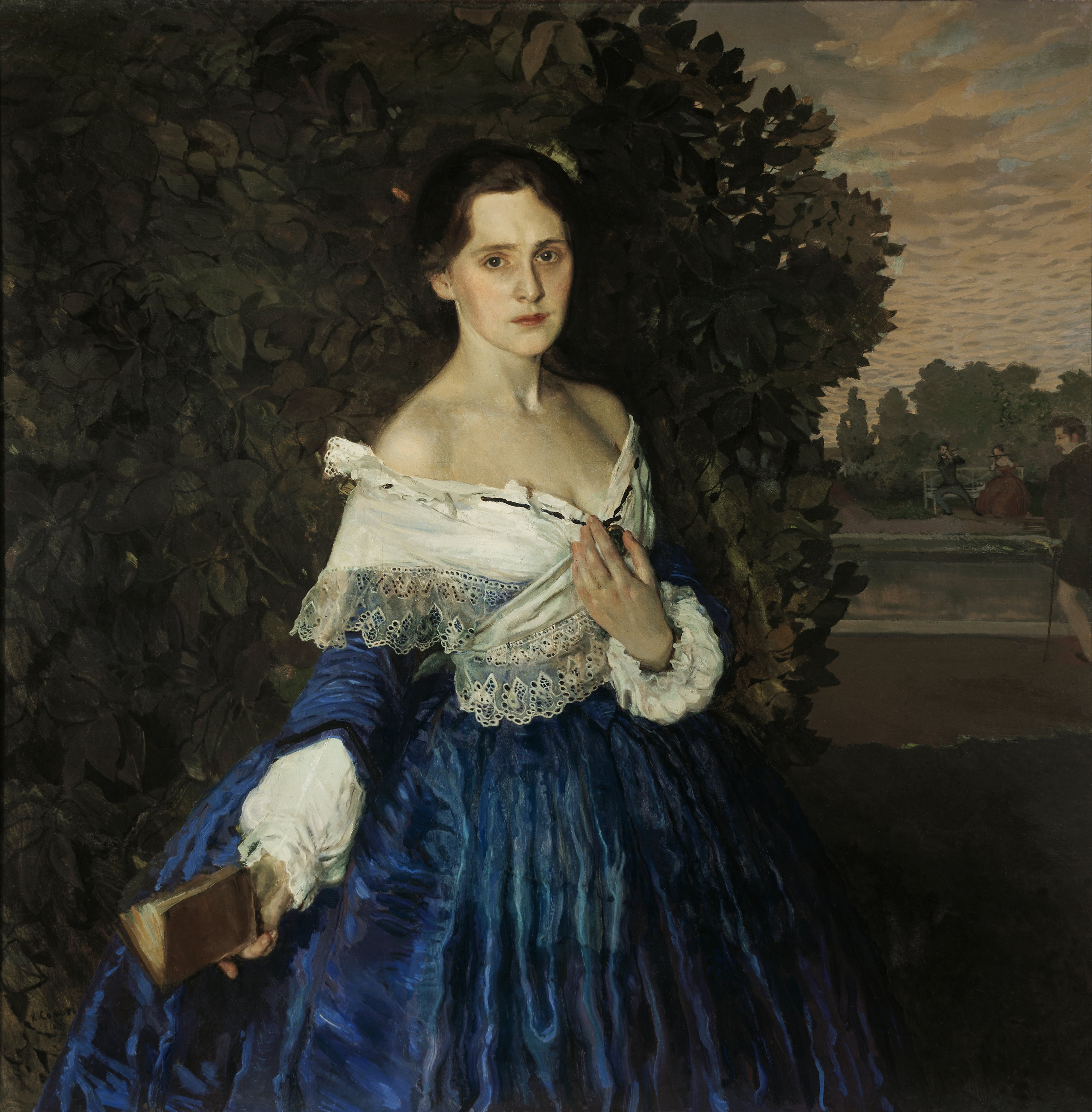
『青衣の婦人（ロシア語版）』 (1897-1900)
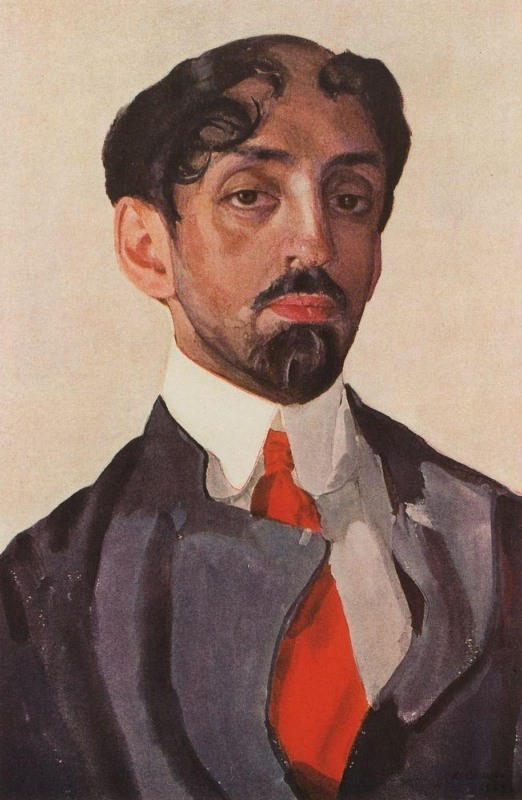
ミハイル・クズミン (1909)
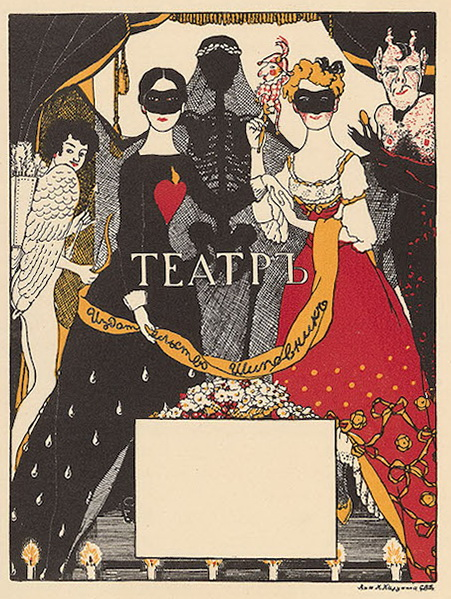
アレクサンドル・ブロークの『劇場』 (1909)
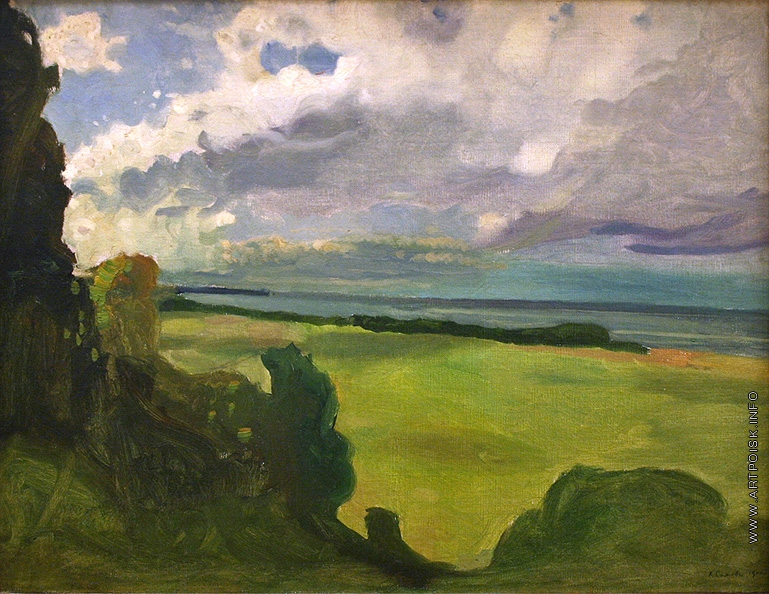
「曇った日 (1900)」
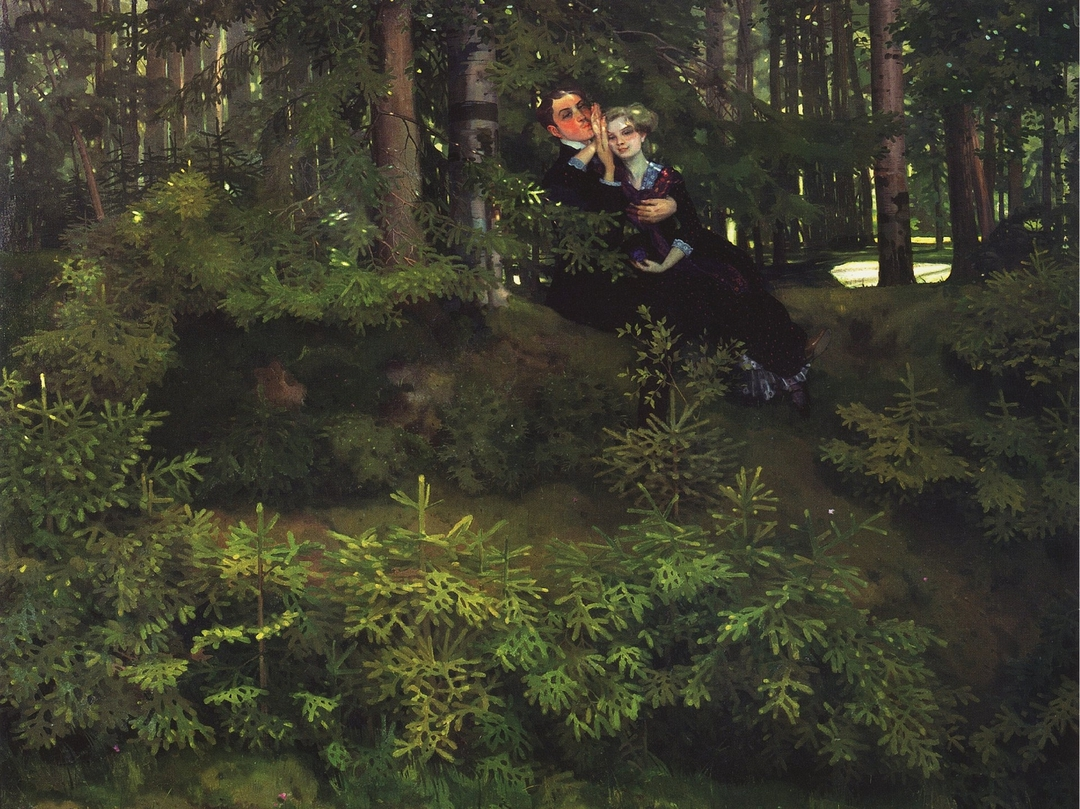
『森で』、1914年
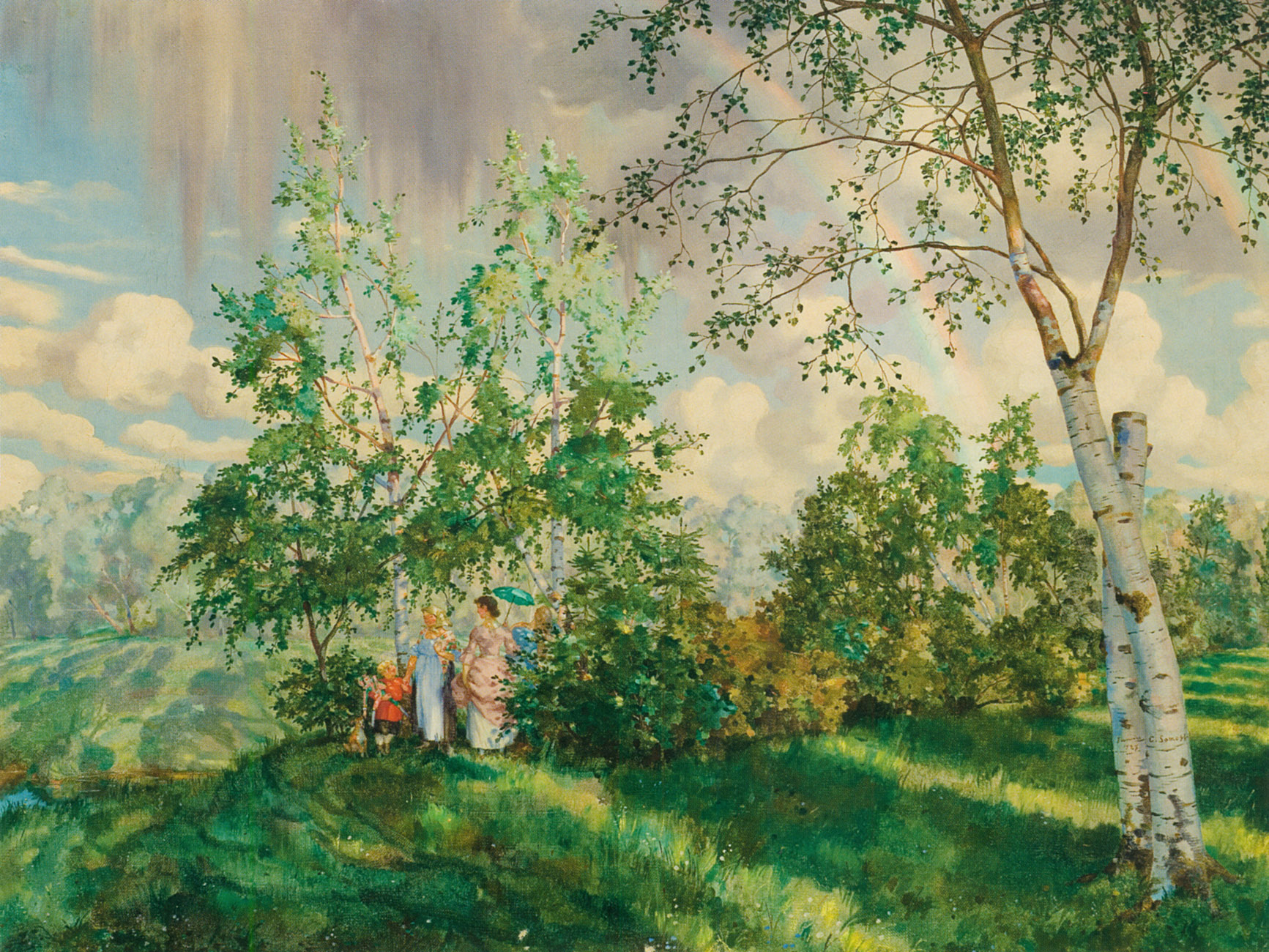
『虹』、1927年